# 長原村
長原村（ながはらむら）は、かつて新潟県刈羽郡にあった村。

## 沿革
- 1889年（明治22年）4月1日 - 町村制施行に伴い刈羽郡井岡村、五日市村、内方村、大坪村、北野村が合併し、長原村が発足。
- 1901年（明治34年）11月1日 - 刈羽郡二田村、妙法寺村と合併し、二田村を新設して消滅。
- 1959年（昭和34年）4月10日 - 二田村が二分割された際、旧村域の大字井岡が刈羽郡刈羽村に編入。